# Фурия (дочь Гордиана III)
Фу́рия (лат. Furia; род. 244) — римская аристократка, дочь императора Римской империи Гордиана III.

## Биография
По мнению Кристиана Сетипани, Фурия была дочерью императора Гордиана III (238—244) и Фурии Сабинии Транквиллины. Она приходится внучкой по отцовской линии Антонии Гордианы, дочери Гордиана I, сестры Гордиана II и матери Гордиана III. Она принадлежала к династии Гордиана. Фурия является внучкой по материнской линии префекта преторианцев Тимесифея и неизвестной женщины.

### Семья
Она вышла замуж за Марка Меция Орфита (род. 245), который является сыном Марка Меция Проба (род. 220) и Пупиены Секстии Павлины Цетегилы (род. 225). Ее муж был внуком по отцовской линии Марка Помпония Меция Проба (консул 228) и внуком по материнской линии Корнелии Марулины и Марка Пупиена Африкана, сына императора Пупиена и Секстии Цетегиллы. У них была дочь Меция Проба (род. 270), которая вышла замуж за Фалтония (род. 260), сына Фалтония Пиниана (проконсула Азии в 286 или 305 году).